# Bitis
Bitis là một chi gồm các loài rắn độc thuộc họ Rắn lục được tìm thấy ở châu Phi và nam bán đảo Ả Rập. Chi này gồm các loài rắn viper lớn nhất và nhỏ nhất trên thế giới. Các loài trong chi này được biết đến với cách đe dọa của chúng bao gồm phồng và xẹp thân đồng thời phì hơi với âm thanh lớn. Loài điển hình của chi này là B. arietans, cũng là loài có phạm vi phân bố rộng rãi nhất ở châu Phi. Hiện tại có 14 loài được công nhận.
Các loài trong chi này có tên thông dụng trong tiếng Anh là African adders, African vipers, hay puff adders.

## Các loài
| Loài            | Tác giả phân loại                 | Phân loài* | Tên tiếng Anh            | Phạm vi địa lý |
| --------------- | --------------------------------- | ---------- | ------------------------ | --- |
| B. arietansT    | (Merrem, 1820)                    | 1          | Puff adder               | Phàn lớn châu Phi cận Sahara về phía nam đến Mũi Hảo Vọng, bao gồm nam Maroc, Mauritanie, Sénégal, Mali, nam Algérie, Guinea, Sierra Leone, Bờ Biển Ngà, Ghana, Togo, Bénin, Niger, Nigeria, Chad, Sudan, Cameroon, Cộng hòa Trung Phi, bắc, đông và nam Cộng hòa Dân chủ Congo, Uganda, Kenya, Somalia, Rwanda, Burundi, Tanzania, Angola, Zambia, Malawi, Mozambique, Zimbabwe, Botswana, Namibia, nam Phi, cũng xuất hiện ở bán đảo Ả Rập nơi nó được tìm thấy ở tây nam Ả Rập Xê Út và Yemen |
| B. atropos      | (Linnaeus, 1758)                  | 0          | Berg adder               | Các quần thể cô lập ở các vùng núi nam châu Phi: cao nguyên Inyanga và dãy núi Chimanimani của đông Zimbabwe Mozambique gần đó, ở Nam Phi dọc theo Drakensberg Escarpments ở tỉnh Transvaal, tây Natal, Lesotho và đông Free State, và ở các dãy núi ven biển nam tây và đông tỉnh Cape |
| B. caudalis     | (Smith, 1839)                     | 0          | Horned adder             | Vùng khô hạn tây nam châu Phi: tây nam Angola, Namibia, qua sa mạc Kalahari của nam Botswana, vào bắc Transvaal và tây nam Zimbabwe, ở Nam Phi từ bắc tỉnh Cape về phía nam đến Đại Karoo |
| B. cornuta      | (Daudin, 1803)                    | 1          | Many-horned adder        | Vùng ven biển tây nam Namibia qua phía tây và tây nam tỉnh Cape ở Nam Phi, với một số quần thể cô lập ở đông tỉnh Cape |
| B. gabonica     | (Duméril, Bibron & Duméril, 1854) | 1          | Gaboon viper             | Guinea, Ghana, Togo, Nigeria, Cameroon, DR Congo, miền trung African Republic, nam Sudan, Uganda, Kenya, đông Tanzania, Zambia, Malawi, đông Zimbabwe, Mozambique, đông bắc tỉnh KwaZulu-Natal ở Nam Phi |
| B. heraldica    | (Bocage, 1889)                    | 0          | Angolan adder            | Cao nguyên trung bộ Angola |
| B. inornata     | (Smith, 1838)                     | 0          | Plain mountain adder     | Các quần thể cô lập ở Sneeuberg, đông tỉnh Cape, Nam Phi |
| B. nasicornis   | (Shaw, 1792)                      | 0          | Rhinoceros viper         | Từ Guinea đến Ghana ở Tây Phi, và ở Trung Phi ở Cộng hòa Trung Phi, nam Sudan, Cameroon, Gabon, Congo, Cộng hòa Dân chủ Congo, Angola, Rwanda, Uganda và tây Kenya |
| B. parviocula   | Böhme, 1977                       | 0          | Ethiopian mountain adder | Được biết chỉ từ năm địa phương ở cao nguyên tây nam Ethiopia, tại độ cao 1700–2800 m. |
| B. peringueyi   | (Boulenger, 1888)                 | 0          | Peringuey's desert adder | Sa mạc Namib từ nam Angola đến Lüderitz, Namibia |
| B. rubida       | Branch, 1997                      | 0          | Red adder                | Nhiều quần thể cô lập ở bắc dãy núi Cape Fold và vác đứng nội địa ở tỉnh Tây Cape, Nam Phi |
| B. schneideri   | (Boettger, 1886)                  | 0          | Namaqua dwarf adder      | Các đụn cát ven biển trắng từ Namibia, gần Lüderitz, về phía nam đến vịnh Hondeklip, Tiểu Namaqualand, Nam Phi |
| B. worthingtoni | Parker, 1932                      | 0          | Kenya horned viper       | Hạn chế ở thung lũng Rift cao nguyên trung bộ Kenya tại độ cao trên 1500 m |
| B. xeropaga     | Haacke, 1975                      | 0          | Desert mountain adder    | Tây bắc tỉnh Cape ở Nam Phi và các vùng núi khô cằn ở lưu vực hạ lưu sông Orange, về phía bắc đến nam Namibia và Đại Namaqualand xa đến tận Aus |

*) Không bao gồm phân loài chỉ định.

T) Loài điển hình.

## Hình ảnh

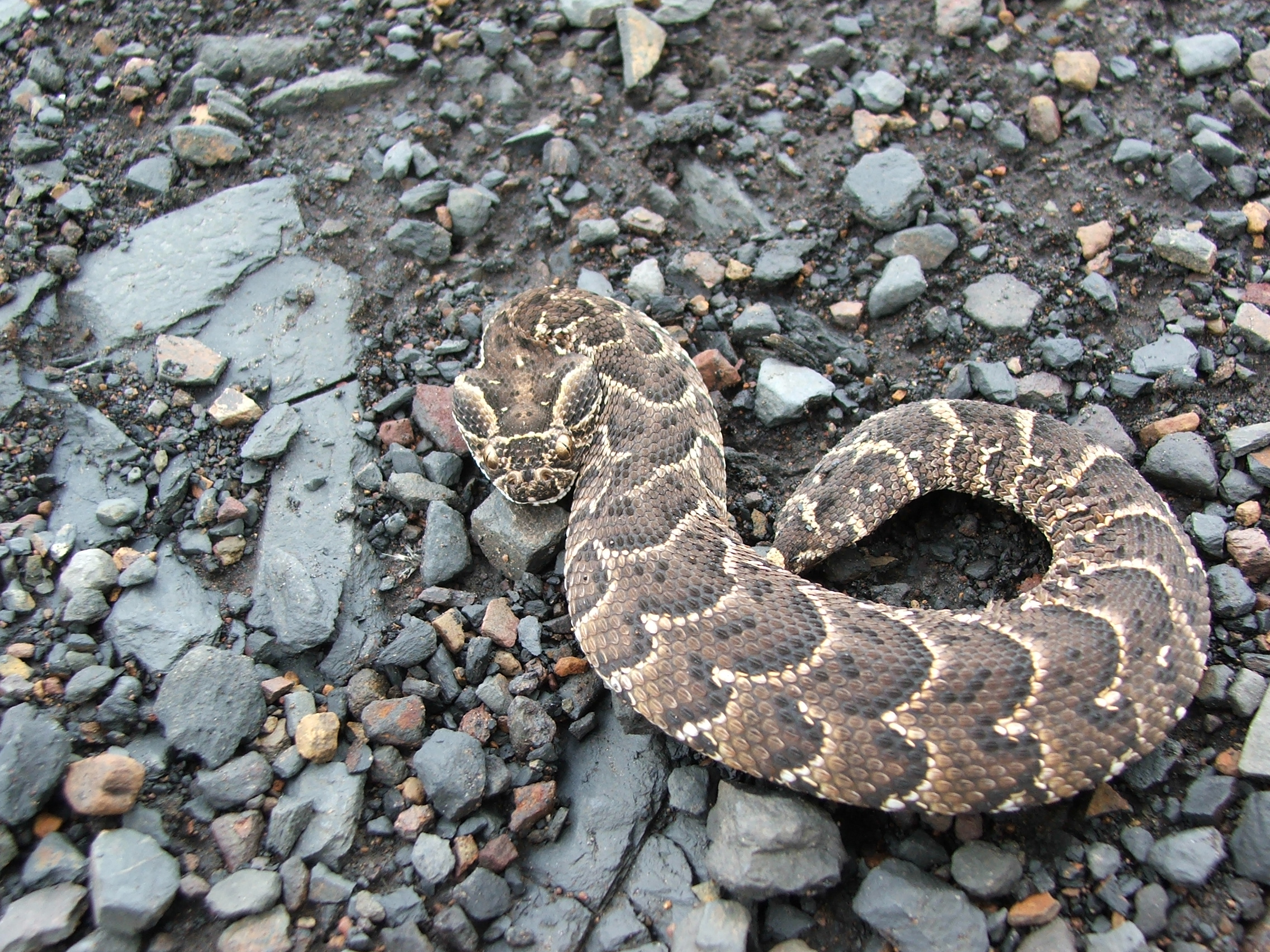
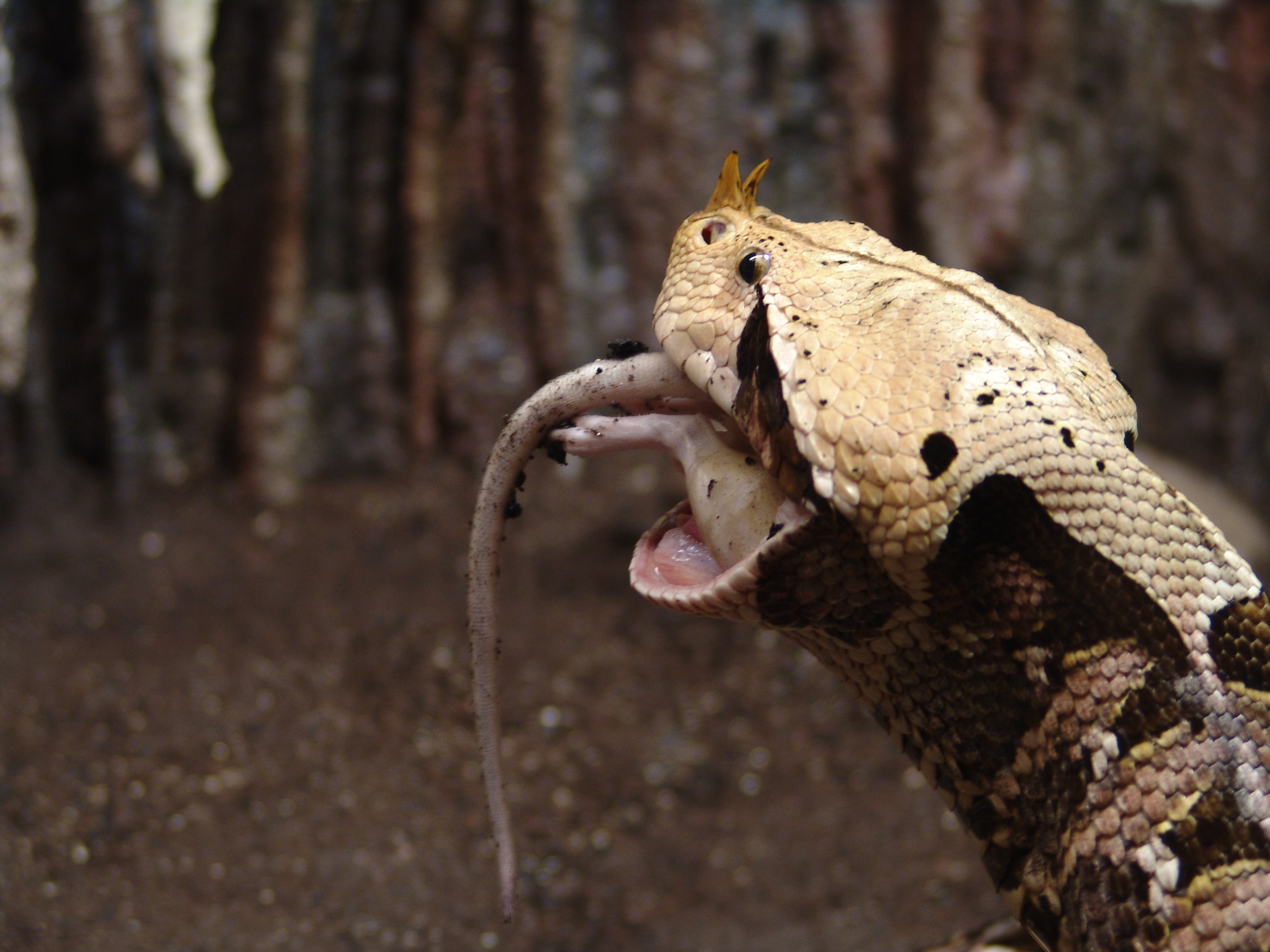
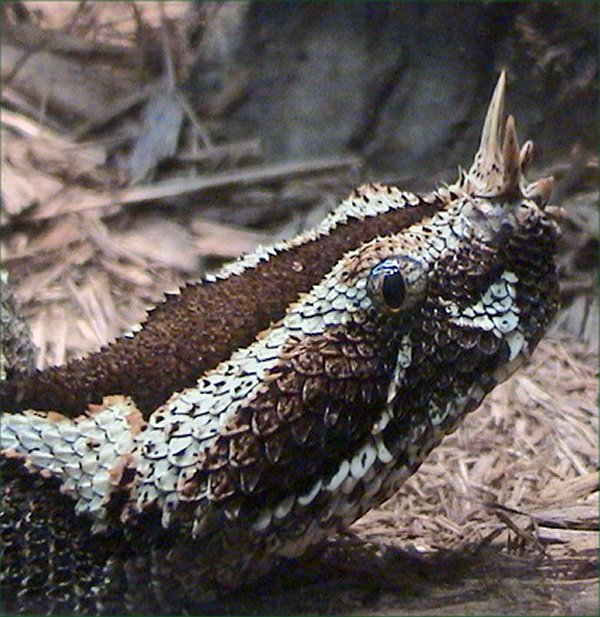
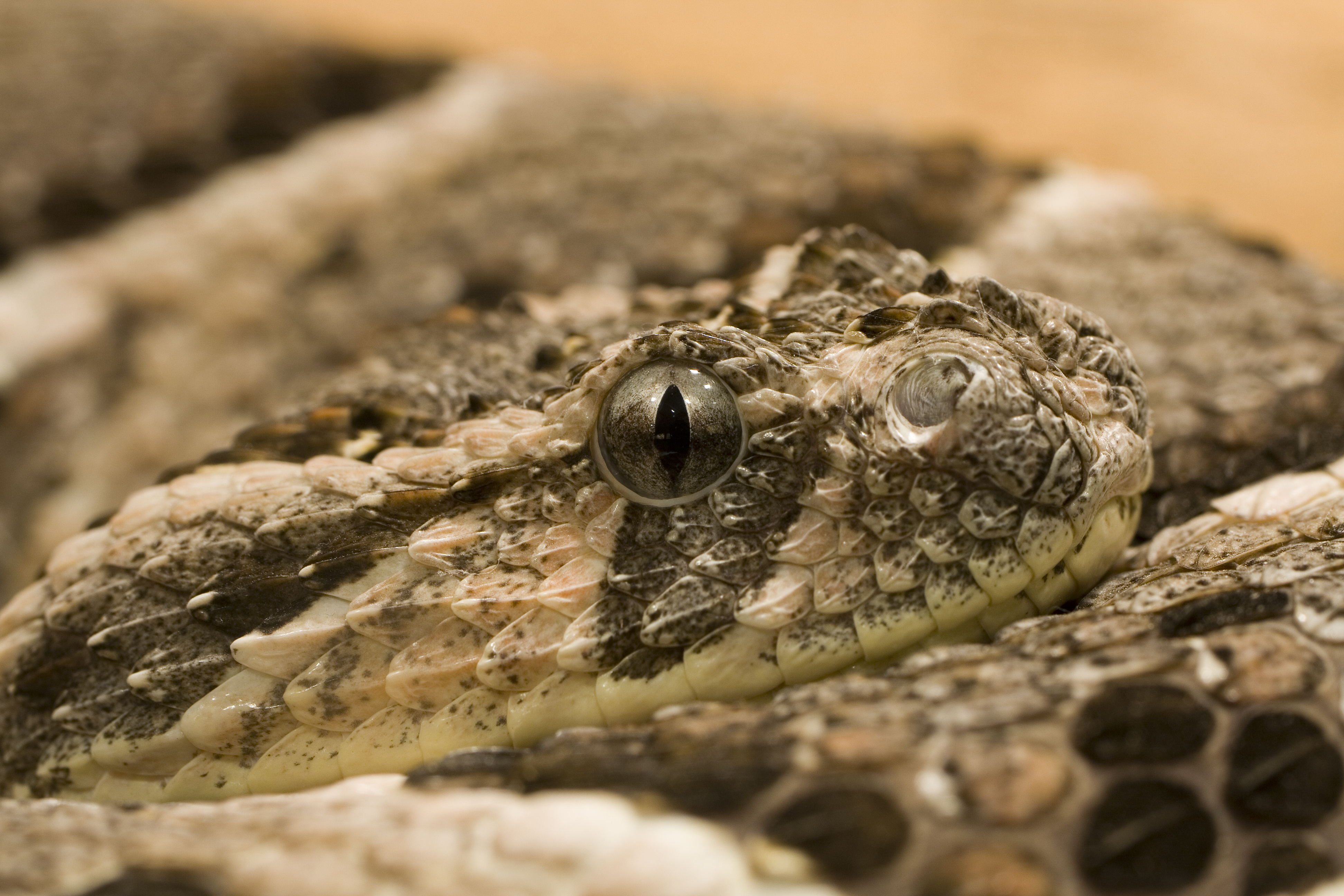
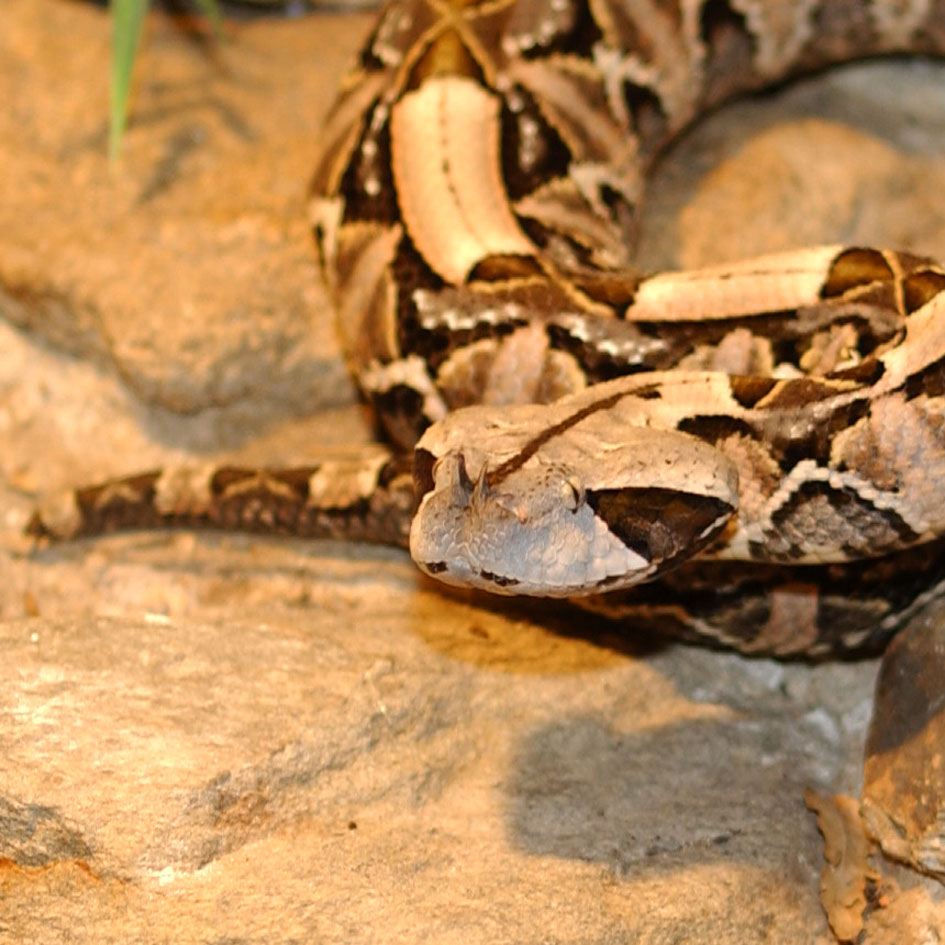
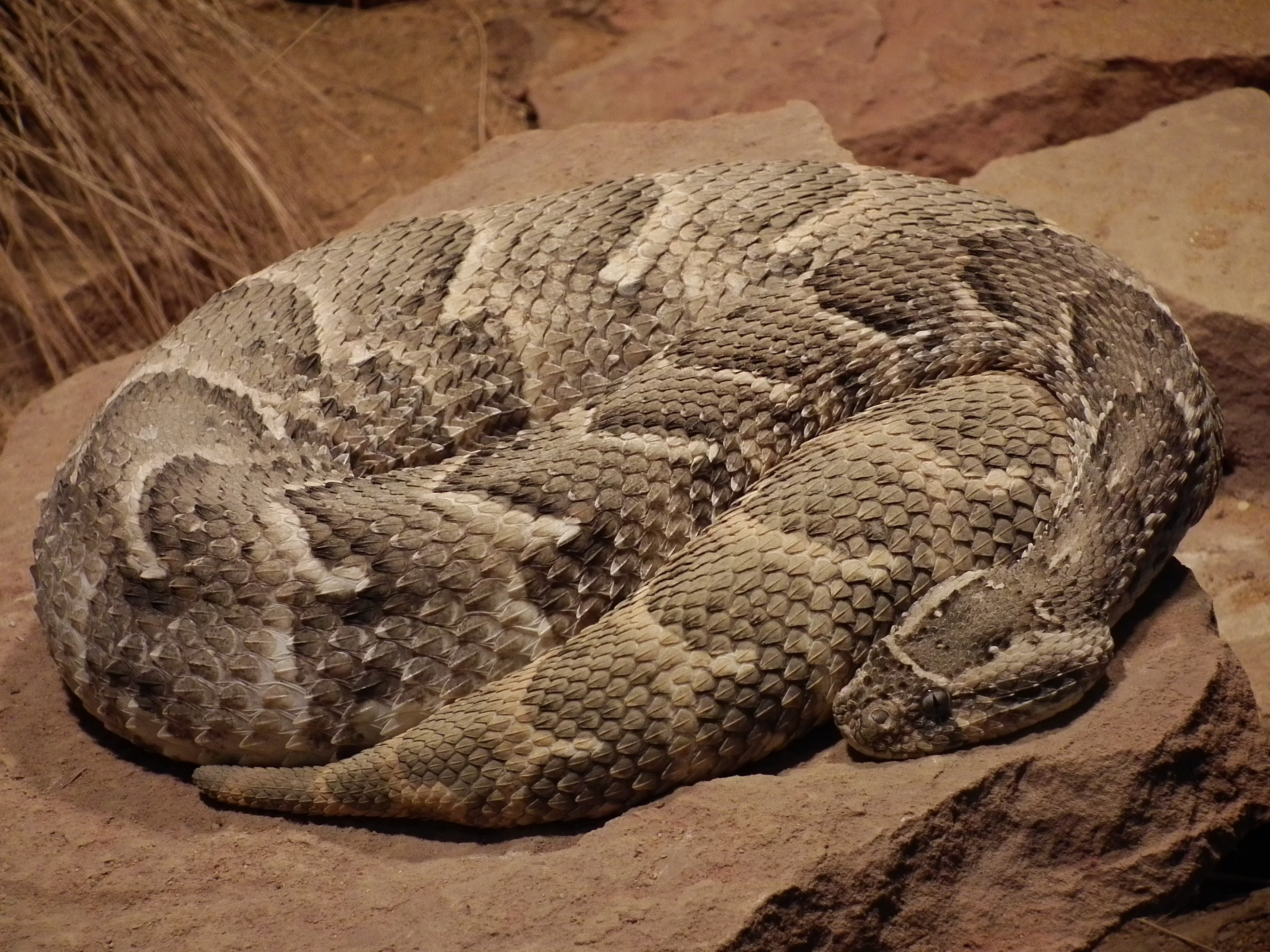